# 早川善治郎
早川 善治郎（はやかわ ぜんじろう、1933年-　）は、日本の社会学者、立教大学名誉教授。専攻はマス・コミュニケーションの社会的構造と機能。
北海道出身。1955年東京大学文学部社会学科卒、同大学院修士課程修了。立教大学社会学部助教授、教授、1998年定年、名誉教授、中央大学教授。2003年退任。

## 著書
- 『概説マス・コミュニケーション論 1』学文社 新シリーズ・社会学 1993
- 『メディア・コミュニケーション研究序説』ハーベスト社 1996

### 共編著
- 『図説現代のマス・コミュニケーション』高木教典、中野収等共編 青木書店 1970
- 『マスコミを学ぶ人のために』津金沢聡広共編 世界思想社 1978
- 『マス・コミュニケーション入門』藤竹暁、中野収、北村日出夫、岡田直之共著 有斐閣新書 1979
- 『マスコミが事件をつくる 情報イベントの時代』中野収共編 有斐閣選書 1981
- 『概説マス・コミュニケーション』編著 学文社 新シリーズ・社会学　1998
- 『現代社会理論とメディアの諸相』編著 中央大学出版部 中央大学社会科学研究所研究叢書 2004

## 論文
- Cinii